# Addison (línea Roja)
Addison es una estación en la línea Roja del Metro de Chicago. La estación se encuentra localizada en 940 West Addison Street en Chicago, Illinois. La estación Addison fue inaugurada el 6 de junio de 1900.  La Autoridad de Tránsito de Chicago es la encargada por el mantenimiento y administración de la estación. La estación sirve directamente al Wrigley Field de los Chicago Cubs

## Descripción
La estación Addison cuenta con 1 plataforma central y 4 vías. 

## Conexiones
La estación es abastecida por las siguientes conexiones: 
- Rutas del CTA Buses: #22 Clark (Owl Service) #152 Addison #154 Wrigley Field Express (nocturno)
Pace: #282 Schaumburg-Wrigley Field Express #779 Yorktown-Wrigley Field Express